# Wünschendorf (Ahorntal)
Wünschendorf ist ein Gemeindeteil der Gemeinde Ahorntal im Landkreis Bayreuth (Oberfranken, Bayern). Wünschendorf liegt in der Gemarkung Kirchahorn.

## Geografie
Die Einöde liegt im nordöstlichen Bereich der Fränkischen Schweiz etwas mehr als einen halben Kilometer westsüdwestlich des Gemeindesitzes Kirchahorn. Unmittelbar nördlich verläuft der Ailsbach, ein Zufluss der Püttlach.

## Geschichte
Der Ort wurde 1255 als „Windischendorf“ erstmals urkundlich erwähnt. Aus dem Ortsnamen kann man schließen, dass es sich um eine Wendensiedlung handelt.
Bis zum Beginn des 19. Jahrhunderts lag Wünschendorf in der Dorfmarkung von Kirchahorn, einem Territorium, das der Landeshoheit reichsunmittelbarer Adeliger unterstand. Diese hatten sich in dem zum Fränkischen Ritterkreis gehörenden Ritterkanton Gebürg organisiert, die für die Landeshoheit maßgebliche Dorf- und Gemeindeherrschaft übten die Grafen von Schönborn aus. Die Hochgerichtsbarkeit stand den zum Hochstift Bamberg gehörenden Centamt Waischenfeld zu. Als die reichsritterschaftlichen Territorien in der Fränkischen Schweiz infolge des Reichsdeputationshauptschlusses mediatisiert wurden, wurde auch Wünschendorf unter Bruch der Reichsverfassung am 1. November 1805 vom Kurfürstentum Pfalz-Baiern annektiert. Damit wurde die Einöde ein Bestandteil der bei der „napoleonischen Flurbereinigung“ in Besitz genommenen neubayerischen Gebiete, was erst im Juli 1806 mit der Rheinbundakte nachträglich legalisiert wurde.
Durch die Verwaltungsreformen im Königreich Bayern wurde Wünschendorf mit dem Zweiten Gemeindeedikt im Jahr 1818 ein Bestandteil der Ruralgemeinde Kirchahorn. Im Zuge der Gebietsreform in Bayern wurde Wünschendorf zusammen mit der Gemeinde Kirchahorn am 1. Januar 1972 ein Bestandteil der neu gebildeten Gemeinde Ahorntal.

## Verkehr
Eine Stichstraße führt zur 100 Meter nördlich des Ortes verlaufenden Staatsstraße 2185. Vom ÖPNV wird die Einöde nicht bedient, die nächste Bushaltestelle des VGN liegt in Kirchahorn. Die am schnellsten erreichbaren Bahnhöfe befinden sich in Creußen, Schnabelwaid und Pegnitz.